# Misetus nigritulus
Misetus nigritulus är en stekelart som beskrevs av Kolarov 1985. Misetus nigritulus ingår i släktet Misetus och familjen brokparasitsteklar. Inga underarter finns listade i Catalogue of Life.